# Heberndorf
Heberndorf is een  dorp in de Duitse gemeente Wurzbach in het Saale-Orla-Kreis in Thüringen. Het dorp wordt voor het eerst genoemd in een oorkonde uit 1413. 
Tot 1999 was Heberndorf een zelfstandige gemeente. In dat jaar werd het samen met een aantal andere kleine gemeenten in de omgeving bij Wurzbach gevoegd.